# Earlandita
L'earlandita és un mineral de la classe dels compostos orgànics. Rep el seu nom d'Arthur Earland (1866-1958), oceanògraf britànic i especialista en foraminífers.

## Característiques
L'earlandita és una substància orgànica de fórmula química Ca₃(C₆H₅O₇)₂(H₂O)₂·₂H₂O. Cristal·litza en el sistema monoclínic.
Segons la classificació de Nickel-Strunz, l'earlandita pertany a «10.AC - Sals d'àcids orgànics: sals benzines» juntament amb els següents minerals: mel·lita i pigotita.

## Formació i jaciments
Ocorre en sediments no consolidats del fons de l'oceà, a 2.580 metres de profunditat. Va ser descoberta l'any 1936 a l'Antàrtida Occidental, concretament a les coordenades 71°22'S, 16°34'W del Mar de Weddell (Antàrtida). Sol trobar-se associada a altres minerals com el quars.